# 吉田勇也
吉田勇也（よしだ　ゆうや、Yuya Yoshida、1995年6月1日 - ）は、日本の実業家。株式会社HARTi 代表取締役社長。

## 人物・経歴
広島県福山市生まれ。広島大学附属福山高等学校卒業後、中央大学法学部卒業。大学在学中、学生や社会人に短期留学を行う「IBPプログラム」を通して英国・University of Westminsterに休学留学、アートマーケティングを専攻。帰国後、2019年に株式会社HARTiを創業。現代アーティストのプロダクション事業を展開し、創業5ヶ月で東洋経済「すごいベンチャー100」に掲載。Plug and Play JapanのBrand&Retail部門では、最優秀賞受賞。2020年、フォーブス30アンダー30（日本版）に選ばれた。